# Radikale Partei Oleh Ljaschkos
Die Radikale Partei Oleh Ljaschkos (ukrainisch Радикальна Партія Олега Ляшка) ist eine populistische Partei in der Ukraine und stellte ab dem 2. Dezember 2014 mit Walerij Woschtschewskyj für knapp ein Jahr den Ersten Vize-Ministerpräsidenten der Ukraine im zweiten Kabinett von Arsenij Jazenjuk.

## Geschichte
Die Partei wurde im August 2010 in Mykolajiw unter dem Namen Radikal-Demokratische Partei gegründet. Im August 2011 wurde der Politiker Oleh Ljaschko zum Parteivorsitzenden gewählt und der Parteiname wurde in Radikale Partei von Oleh Ljaschko abgeändert.

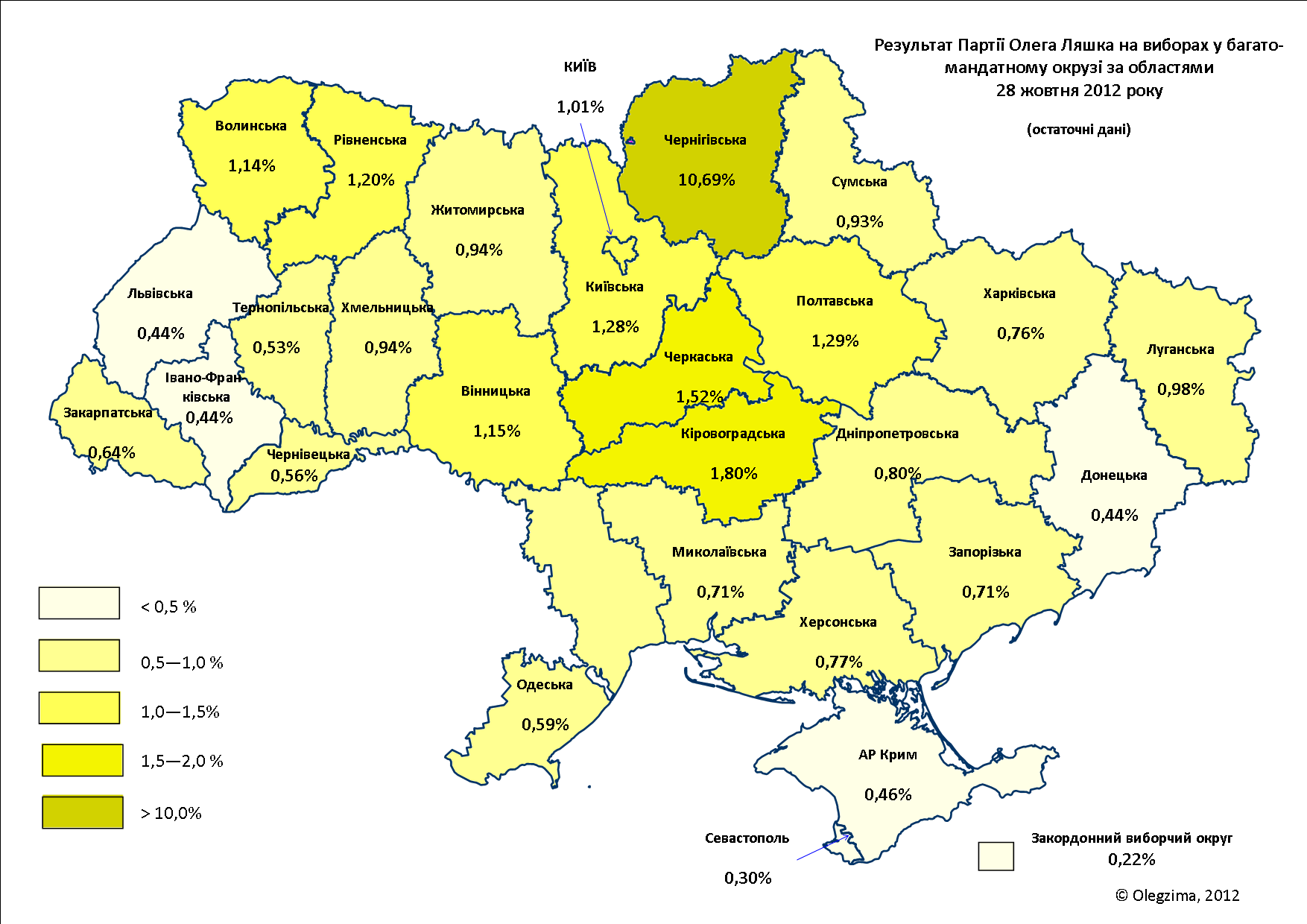
Ergebnis für die Radikale Partei bei der Parlamentswahl 2012

## Programm
Die Partei unterstützte die Forderungen des Euromaidan, die politische Ausrichtung der Radikalen Partei wird in Medienberichten als nationalistisch, zum Teil auch als rechtsextrem bezeichnet. Auf der Kandidatenliste der Partei für die Wahl zum Stadtrat von Kiew standen nach Medienberichten Mitglieder der neonazistischen Gruppe Sozial-Nationale Versammlung. Nach Einschätzung des ukrainischen Extremismusforschers Anton Schechowzow und des Ukrainekenners Andreas Umland hat die Partei überhaupt keine Ideologie und ist nur auf die Person ihres Anführers Ljaschko ausgerichtet, den Umland als „geübten Populisten“ charakterisiert. Tadeusz Olszański vom Centre for Eastern Studies wiederum stuft die Partei als links ein.
Die Mistgabel im Parteilogo steht für Ljaschkos Versprechen, die sogenannten Oligarchen des Landes „mit der Mistgabel“ zu vertreiben, eine Bezugnahme auf die Bauernaufstände in der ukrainischen Geschichte.
Im Rahmen der Krise in der Ukraine 2014 fiel Ljaschko mit zum Teil militanten Forderungen und Aktionen auf.

## Wahlteilnahmen
Bei den Parlamentswahlen 2012 erhielt die Partei 1,08 % der Wählerstimmen, Ljaschko erreichte in seinem Wahlkreis in der Oblast Tschernihiw ein Direktmandat und erhielt so einen Sitz in der Werchowna Rada.
Ljaschko erreichte bei den Präsidentschaftswahlen im Mai 2014 8,32 % der Wählerstimmen und erreichte somit den dritten Platz.
Auf den vorderen Listenplätzen der Partei kandidierten bei der Parlamentswahl in der Ukraine am 26. Oktober 2014 nach Ljaschko unter anderem Serhij Melnitschuk, der Kommandeur des paramilitärischen Bataillon Ajdar, Jurij Schuchewytsch, ehemaliger Vorsitzender der rechtsextremen UNA-UNSO sowie die Popsängerin und ukrainische Vertreterin beim Eurovision Song Contest 2013 Zlata Ohnjewitsch. Auf dem achten Listenplatz kandidierte der spätere erste Vize-Ministerpräsident der Ukraine Walerij Woschtschewskyj.
Anders als von Umfragen vorhergesehen, die der Partei im Sommer fast 20 % prognostiziert hatten, errang sie mit 7,44 % der Wählerstimmen 22 Mandate in der Werchowna Rada und bildet die fünftstärkste Parlamentsfraktion.
Am 21. November stellten die Partei mit den vier weiteren prowestlichen Parteien (BPP, Volksfront, Vaterland und Selbsthilfe) einen Koalitionsvertrag vor. Am 27. November wurde die neue Regierung von der Rada bestätigt.
Im September 2015 zog sich die Partei aus der Koalition zurück.
Bei der Parlamentswahl  2019 erreichte die Partei 4,01 Prozent und scheiterte an der Fünf-Prozent-Hürde, weshalb sie nicht mehr in der Werchowna Rada vertreten ist.